# 尋有
尋有（じんう、生没年不詳）は、鎌倉時代の天台宗の僧。日野有範の次男であり、親鸞の弟。

## 生涯
幼くして比叡山に登って出家した。弘長2年（1262年）に親鸞が死去した場所は尋有の住坊「善法坊」と伝えられている。善法坊跡地は現在は京都市中京区柳馬場通御池通上がる東側の京都市立柳池中学校の敷地内になっており、「見真大師遷化之旧跡」の石碑が明治21年（1888年）に建立されている。

## 系図
略系図出典
- 洞院公定撰『尊卑分脈』
- 佐々木月樵 編『親鸞伝叢書』「本願寺系図」
- 『真宗の教えと宗門の歩み』真宗大谷派宗務所出版部、第4版
- 今井雅晴『如信上人』 真宗大谷派東京教務所、改訂版
- 平雅行『歴史のなかに見る親鸞』
- 同朋大学仏教文化研究所 編『誰も書かなかった親鸞-伝絵の真実』